# Base aérienne 146 Rouen-Boos
 (juillet 2022).
Si vous disposez d'ouvrages ou d'articles de référence ou si vous connaissez des sites web de qualité traitant du thème abordé ici, merci de compléter l'article en donnant les références utiles à sa vérifiabilité et en les liant à la section « Notes et références ».
La base aérienne 146 Rouen-Boos est une base aérienne de l'Armée de l'air française située en Normandie dans la banlieue de Rouen près de la commune de Boos.

## Historique
Existante depuis septembre 1939, elle a abrité la 55e Escadre de Reconnaissance Tactique (55e ERT), le GR IV/55[réf. nécessaire].